# Бікольська Вікіпедія

Бікольська Вікіпедія (бікол. Wikipedia) — розділ Вікіпедії бікольською мовою. Створена у 2007 році. Бікольська Вікіпедія станом на 16 серпня 2025 року містить 20 711 статей, 28 063 зареєстрованих користувачів, 123 активних дописувачів, 4 адміністраторів
. Загальна кількість сторінок у бікольській Вікіпедії — 49 281, редагувань — 294 095, завантажених файлів — 798
. Глибина (рівень розвитку мовного розділу) бікольської Вікіпедії мала і становить 11.4 пунктів
. 

## Історія
- Листопад 2007 — створена 100-та стаття[3].
- Вересень 2008 — створена 1 000-на стаття[3].
- Квітень 2011 — створена 5 000-на стаття[4].